# 诺福克轻轨

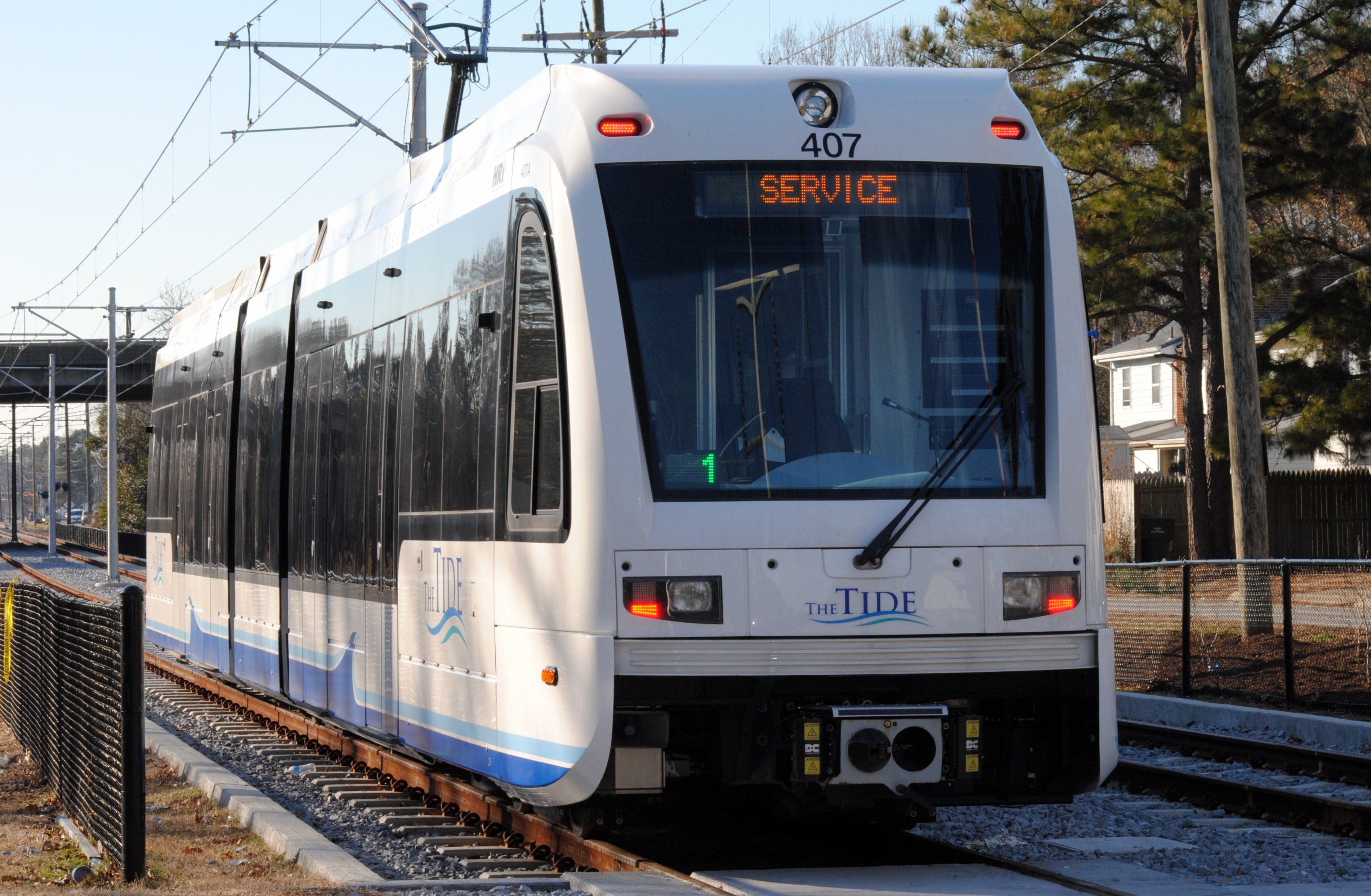

诺福克轻轨（英語：Tide Light Rail，可直译为“海浪轻轨”），是在美国弗吉尼亚州诺福克地区由汉普顿锚地交通局运营的一个轻轨系统。该系统只有一条线路，11个车站，总长7.4英里（11.91） ，日客流量4千人。